# 西爾維烏斯·布拉博

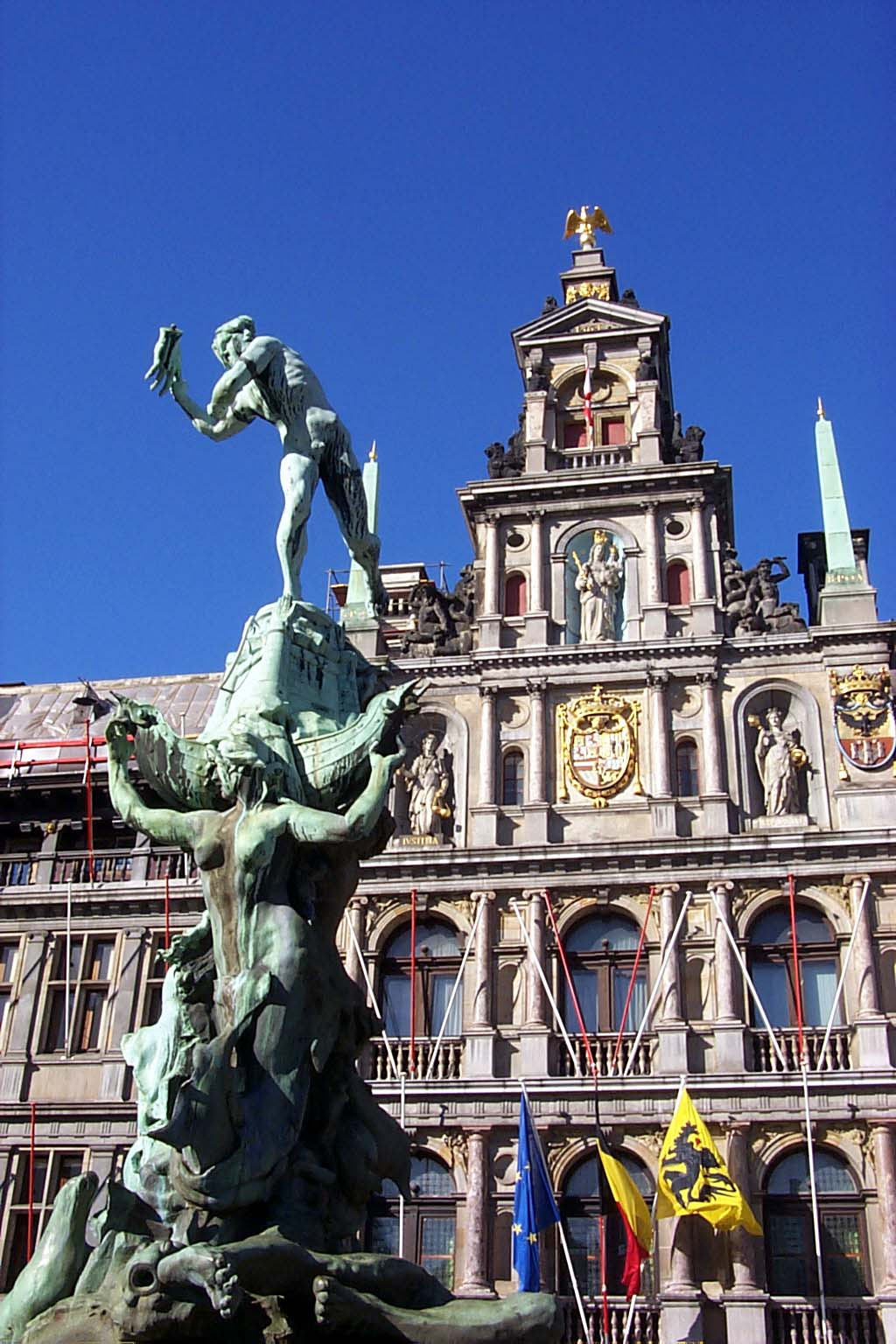
布拉博的雕像置於安特衛普市政府大樓前

51°13′16″N 4°23′59″E / 51.22111°N 4.39972°E
西爾維烏斯·布拉博（拉丁語：Silvius Brabo），傳說中的古羅馬戰士。傳說中，住在安特衛普（今比利時）的巨人德魯翁·安蒂岡努斯被他殺掉。
「安特衛普」的意為「用手投擲」，或可用此傳說來解釋其語源。